# Таран (Западно-Казахстанская область)
Таран (каз. Таран) — упразднённое село в Теректинском районе Западно-Казахстанской области Казахстана. Входило в состав Покатиловского сельского округа. Ликвидировано в 2007 г.

## Население
В 1999 году население села составляло 27 человек (18 мужчин и 9 женщин).